# Nimbarus pratensis
Nimbarus pratensis är en spindelart som beskrevs av Rollard, Wesolowska 2002. Nimbarus pratensis ingår i släktet Nimbarus och familjen hoppspindlar. Inga underarter finns listade i Catalogue of Life.